# Homburg (Turgòvia)
Homburg és un municipi del cantó de Turgòvia (Suïssa), situat al districte de Steckborn.